# Latécoère 631
Il Latécoère 631 era un idrovolante esamotore di linea a scafo centrale ed ala alta prodotto dall'azienda francese Forges et Ateliers de Construction Latécoère negli anni quaranta.
Sviluppato per essere utilizzato sulle rotte transatlantiche non entrò in servizio regolare che al termine della seconda guerra mondiale e ritirato dopo pochi anni a seguito di alcuni gravi incidenti che causarono la perdita di 4 esemplari, degli equipaggi e dei passeggeri a bordo.

## Storia del progetto
Negli anni trenta il progredire della tecnologia in campo aeronautico mise a disposizione i mezzi per realizzare i primi progetti per mezzi aerei capaci di effettuare transvolate atlantiche. In Francia l'ingegnere Pierre-Georges Latécoère, progettista e proprietario dell'azienda che portava il suo nome, intraprese la realizzazione del 631 che in quel momento risultava essere il più grande idrovolante ad uso civile da trasporto e di linea esistente al mondo.
Il prototipo, denominato 631.01, venne portato in volo per la prima volta il 4 novembre 1942 ma a seguito dell'occupazione tedesca della Francia venne requisito dalla Luftwaffe che intendeva utilizzarlo come aereo da trasporto. In seguito venne distrutto a causa dei bombardamenti alleati.
Con la fine del conflitto venne intrapresa la produzione in serie.

## Tecnica
Il Latécoère 631 era un velivolo dall'aspetto imponente, per l'epoca, caratterizzato dalla configurazione a scafo centrale, dalla motorizzazione a sei motori e da una coda dall'impennaggio a V bideriva.
Lo scafo comprendeva la cabina di pilotaggio posizionata davanti all'ala ed uno scompartimento passeggeri con 42 posti a sedere più 2 o 4 cabine dotate di cuccette a seconda dell'allestimento. Posteriormente terminava in un impennaggio a V caratterizzato da due derive poste alle estremità dei piani.
L'ala, di grande spessore, era montata alta ed integrava le sei gondole che racchiudevano gli altrettanti motori e, nelle due più esterne i galleggianti equilibratori retraibili in volo al fine di aumentare la penetrazione aerodinamica e la conseguente diminuzione dei consumi di combustibile.
L'impianto propulsivo inizialmente adottato dal prototipo era dovuto a 6 Hispano-Suiza 12Y-37, dei 12 cilindri a V raffreddati a liquido capaci di sviluppare una potenza di 920 CV (677 kW) ciascuno. Nelle versioni di serie vennero adottati invece i più potenti radiali di produzione statunitense Wright R-2600-A5B Cyclone da 1 600 hp (1 194 kW) ciascuno.

## Impiego operativo

### Civile
Il viaggio inaugurale venne procrastinato fino al termine del secondo conflitto mondiale andando ad aprire una nuova rotta commerciale da Fort-de-France il 26 luglio 1947. In questo periodo venne utilizzato dalle compagnie aeronautiche francesi Latécoère, Air France, SEMAF e Societe France-Hydro, quest'ultima solo come trasporto merci nell'Africa Equatoriale Francese.
L'ultimo Latécoère 631 venne ritirato definitivamente dal servizio operativo nel 1955, sia per la sua affidabilità oramai compromessa che per la concorrenza sempre più pressante dei nuovi velivoli terrestri dotati di motore a getto.

#### Incidenti
Il Latécoère 631 fu funestato da una serie di incidenti che determinarono la sua definitiva messa a terra. Furono persi il nr. 7 (compagnia Latécoère, perduto in mare), il 6 (compagnia Air France, perduto nell'Oceano Atlantico), il 3 (SEMAF, al largo di Lège-Cap-Ferret) e il numero 8 (France-Hydro, in Camerun).
Nella notte del 31 luglio 1948 il Latécoère 631 nr. 6 (361.06) matricola F-BDRC, intitolato all'asso "Lionel de Marnier", operato dalla compagnia aerea Air France, mentre stava volando con 52 persone a bordo, tra cui 40 passeggeri, sulla rotta tra Fort-de-France, in Martinica, e Port-Etienne, in Mauritania, scomparve sul cielo sopra l'Oceano Atlantico. Dalle indagini intraprese per far luce sui fatti accaduti si ritenne sia precipitato circa 1 200 nm al largo di Dakar, in Senegal. La nave Campbell della United States Coast Guard accorsa in soccorso dichiarò di aver ritrovato dei detriti il 4 agosto successivo senza però trovare alcuna traccia di sopravvissuti.

### Militare
Durante l'occupazione tedesca della Francia la Luftwaffe requisì un esemplare che utilizzò come aereo da trasporto fino alla sua distruzione a terra ad opera dei bombardamenti alleati.

## Utilizzatori

### Civili
Francia
- Air France
- SEMAF
- Societe France-Hydro

### Militari
Germania
- Luftwaffe

### Riviste
- (EN) John Stroud, Post War Propliners: Latécoère 631, in Aeroplane Monthly, London, IPC, gennaio 1993,  pp. 58-62.